# La Chapelle-d’Andaine
La Chapelle-d’Andaine ⓘ – miejscowość i dawna gmina we Francji, w regionie Normandia, w departamencie Orne. W 2013 roku jej populacja wynosiła 1553 mieszkańców. 
W dniu 1 stycznia 2016 roku z połączenia czterech ówczesnych gmin – La Chapelle-d’Andaine, Couterne, Geneslay oraz Haleine – powstała nowa gmina Rives-d’Andaine. Siedzibą gminy została miejscowość La Chapelle-d’Andaine. 